# Poliopogon micropentactinus
Poliopogon micropentactinus är en svampdjursart som beskrevs av Konstantin R. Tabachnick och Claude Lévi 2000. Poliopogon micropentactinus ingår i släktet Poliopogon och familjen Pheronematidae.
Artens utbredningsområde är havet kring Nya Kaledonien. Inga underarter finns listade i Catalogue of Life.